# Білокуракинське водосховище
Білокуракинське водосховище (місцева назва — водосховище «Наливне») — наливне водосховище з додатковим штучним живленням на річці Біла, розташоване в північній частині селища Білокуракине, Білокуракинського району Луганської області. Утворене у 1986 році.

## Історія
Водосховище створювалося в радянські часи. Заповнено в 1986 році. Після розпаду Радянського Союзу і ліквідації колгоспів зрошення господарських угідь припинилося, а водосховище використовувалося для відпочинку місцевих жителів.
В 2017 році систему зрошення відремонтували і водозабір поновили. Через це водосховище почало стрімко міліти. За словами місцевих жителів, водосховище обміліло на 1 метр. За поливний сезон водосховище втратило 22 тис. м³ води. Після цього, для частково поповнення рівня води шлюз за межами водосховища було закрито.
Наразі, через відсутність орендатора водосховище знаходиться в аварійному стані. Руйнується дамба і плити, засмічені відтоки.

## Опис
Основне призначення — забезпечення зрошувальної системи господарських угідь площею 700 га. Основне джерело живлення — річка Біла. Вода подається магістральним каналом довжиною 4,85 км, що поповнює водосховище. Водовідний канал тягнеться по східній частині села Павлівка, а між ним і каналом заливний сінокіс загальною площею 33,8 га, болото — 22,6 га. Довжина водосховища з півночі на південь — 1,85 км. Має грушоподібну форму. У верхній частині ширина — 270 м, посередині — 590 метрів і в нижній частині — це є донний водовипуск, ширина 720 м. Водосховище обкладено зі східної, південної і частково західної частини бетонними плитами — висотою від З до 8 метрів зі схилами до води 30-40 градусів і довжиною 3,2 км. Ширина дамби — 6 м. На його березі побудована насосна станція першого підйому води, потім по водопроводу, довжиною 6,7 км, насосами наповнюється ставок (Дитятчин став), площею 1,2 га, а далі вже й на поля.